# Michael Kibbe
Pour les articles homonymes, voir Kibbe.
Michael Kibbe (né en 1945 à San Diego , en Californie) est un compositeur américain de musique classique contemporaine. Il a composé plus de 240 œuvres de concert et créé de nombreux arrangements. Son écriture couvre de nombreux styles musicaux, englobant les langages tonal, modal et non-diatonique (en) ,. Son style incorpore souvent des structures modernes mais reste accessible à l'auditeur classique populaire. Certaines de ses œuvres sortent tout droit de l'ère romantique  pourtant son style dans certains écrits a été comparé à celui de Sergueï Prokofiev. On retrouve des influences du compositeur américain George Gershwin dans la Serenade Number 2 pour deux clarinettes qui rassemblent à la fois blues, jazz et classique . Sa musique peut souvent refléter des thèmes qui rappellent différentes cultures,.

## Compositions
Au cœur de sa production se trouvent quatorze quintettes à vent, plusieurs œuvres pour bois solo avec cordes, et de nombreuses autres pièces de musique de chambre pour vents, cordes, claviers et percussions. Trois sonates pour clarinette basse et piano s'avèrent également populaires auprès des clarinettistes. Son œuvre englobe également des formes plus vastes : plus d'une douzaine de concertos et d'œuvres pour fanfare, orchestre et chœur. La pièce Humboldt Currents Brass Octet (3 trompettes en si bémol, cor, trois trombones et tuba) est une œuvre en trois mouvements.
Ses œuvres ont été jouées dans tous les États-Unis, Europe, Russie, Mexique, Chine et Israël par des formations orchestrales et de chambre professionnelles et universitaires,. Des représentations récentes ont été données par le San Fernando Valley Symphony, l'Eureka Symphony Orchestra, le Humboldt State University Concert Band et le Pan American Cello Festival de l'Université du Texas. Nombre de ses œuvres ont été interprétées à la radio et publiés sur des CD de musique.

## Pièces commandées
Michael Kibbe a écrit des pièces sur commande pour le département des affaires culturelles de la ville de Los Angeles, le Humboldt State University Concert Band, Pacific Serenades (Los Angeles), le Jewel City Flute Choir (Glendale, CA) et le Buffalo-Niagara Concert Band, entre autres. En 1988, Kibbe remporte le Debussy Trio Award du meilleur compositeur décerné par la National Association of Composers lors d'un concours national.

## Prestations
Michael Kibbe joue sur la plupart des instruments à vent standard et est titulaire d'un diplôme de hautbois et de basson de l'université d'État du Nouveau-Mexique et d'un diplôme de composition de l'université d'État de Californie à Northridge.
Pendant quarante ans, il a travaillé dans l'industrie du film et de l'enregistrement à Los Angeles, notamment comme interprète instrumental et copiste de musique pour des films, la radio, la télévision et des concerts. Pendant 17 ans, il a été hautbois du North Wind Quintet  qui a donné de nombreuses représentations publiques (y compris à la radio) et scolaires et a effectué trois tournées de concerts au Mexique. Il a également été premier hautbois des Symphonic Winds of Los Angeles pendant cinq ans. Kibbe a participé en tant qu'artiste à de nombreux CD de musique classique.
Il continue de composer et de se produire en Californie du Nord. Son épouse, Vanessa Kibbe, est violoniste professionnelle à l'Eureka Symphony Orchestra.

## Enregistrements
- Masks, Selected Chamber Works, une compilation d'œuvres de musique de chambre composées par Kibbe pour vents, cordes et ensembles mixtes. Elle comprend six préludes pour violoncelle seul, les quintettes à vent n°1 et n°7, un duo à cordes et l'atmosphérique "Death in the Backyard" pour soprano et petit ensemble, 2017.

- Debussy Trio Plays Harp, Flute, and Viola Trios. Michael Kibbe est le compositeur d'une pièce intitulée Trio Op. 99.

- Fantastic Voyage par le North Wind Quintet. Michael Kibbe est hautboïste et arrangeur des pièces.

- Fantasy for Wizards interprétée par Wizards ! Kibbe est le compositeur du Divertimento Op. 39.

- Trio Indiana. Michael Kibbe est le compositeur de Ebony Suite pour 3 clarinettes Op. 116.

- String of Pearls de LuminArias comprend une pièce en trois mouvements de Kibbe intitulée Malibu Music pour violon et alto.

- Dance of the Renaissance, avec Michael Kibbe jouant du hautbois et de la flûte à bec.

- Bozza Nova par le Mariinsky Clarinet Club avec des œuvres de Kibbe : Ebony Suite et Shtetl Tanzen.

- Bassics Music pour clarinette basse et piano, Henri Bok, Sonata, Op. 40 par Michael Kibbe.